# Armadillo insularis
Armadillo insularis is een pissebed uit de familie Armadillidae. De wetenschappelijke naam van de soort is voor het eerst geldig gepubliceerd in 1933 door Arcangeli.